# كودوس
بلدية كودوس (بالإسبانية: Codos) هي بلدية تقع في مقاطعة سرقسطة التابعة لمنطقة أراغون شمال شرق إسبانيا.

## الديموغرافيا
بلغ عدد سكان بلدية كودوس 251 نسمة عام 2011 (وفقاً للمعهد الوطني الإسباني للإحصاء).
| 306 | 287 | 281 | 275 | 261 | 260 | 251 |